# ファイターズガール
ファイターズガール (Fighters Girl) は、プロ野球・北海道日本ハムファイターズの公式チアリーディングチームの名称。略して「FG」「ガール」「Fガール」とも称される。

## 概要
最大の特徴として、他球団のグループと異なり、全員が本名を明かしている。
ユニフォームは、AKB48グループなどの衣装を手がけるオサレカンパニーがデザインと制作を担当する。チームアウターサプライヤーはファイターズの選手と同様のオークリーで、レッスンやリハーサル時のトレーニングウェアとして着用する。

### 結成時
1992年に、当時所属していたマット・ウインタース外野手が「野球を楽しくやるためのウォーミングアップ」と称し、試合の練習中やイニング間などにマジックやダンスなどを披露して、ファンや選手に好評を博した。これを見た大沢啓二監督の提案をきっかけに、球団が「ウインタース選手とともに踊るダンスチーム」のオーディションを開催して応募者300人から7人が選抜され、当時球団のマスコットであったファイティーにならい「ファイティーガールズ」が結成された。
1993年4月17日にオリックス・ブルーウェーブ戦で「ファイティーガールズ」が初登場しパフォーマンスを披露した。以降、東京ドームでの主催試合で5回裏のグラウンド整備中などに「Y.M.C.A.」の楽曲に合わせダンスを披露するなど、活動を続けた。

### 北海道移転後
2004年に球団は北海道にフランチャイズを移し、札幌ドームを本拠地とする「新たな球団」として誕生し、同時に球団マスコット「ブリスキー・ザ・ベアー（通称 B・B）」も誕生した。チアリーディングチーム「ファイターズガール」も結成したが、ファイターズガールの募集に対し応募が16通しかなく、メディアを通じ宣伝してなんとか人数を揃えた状況だった。
札幌ドームを本拠地とするサッカーJリーグのコンサドーレ札幌は、Jリーグクラブで初めてのオフィシャルダンスドリルチーム「コンサドールズ」が1997年から活動しており、球団の北海道移転が決まって以降、交流を続けている。
2009年3月23日に「北海道日本ハムファイターズダンスアカデミー」を開校し球団公式ホームページ内に専用サイトも開設された。試合前のグラウンドで発表会を設けるなど活動の幅を広げている。ファイターズダンスアカデミーのインストラクターはファイターズガールの生みの親でもあるダンサーで振付師の町永一美、OG、メンバーが務めることになった。
2011年にファイターズガール公式ホームページが北海道日本ハムファイターズ球団公式ホームページ内に開設された。開設されたファイターズガール公式サイトでプロフィールが公開され、公式ブログも担当した。
2012年から2013年まで、北海道採用組はエイベックス・プランニング&デベロップメントにマネージメント委託となり、同社所属となった。
2014年からは球団（ファイターズ スポーツ＆エンターテイメント）の管理となる。
2018年、2月28日にファイターズガール公式Instagramを開設。
2021年、1月10日にCS放送のGAORAの主催で「ファイターズガール大感謝祭」を実施した。新型コロナウイルス (COVID-19)感染拡大の影響で無観客のライブ配信となったが、ゲームやトークのバラエティとして盛り上げ、同年の新メンバーも発表された。この模様は同局で1月24日に放送した。毎年一般公募を含めたオーディションを実施しているが、新型コロナウイルス感染拡大防止のため「ファイターズダンスアカデミー」内での新規メンバーのオーディションのみ実施された。
2022年1月には2年ぶりにオーディションを実施。3月31日、札幌ドームでの埼玉西武ライオンズ戦でYlvis（イルヴィス）の楽曲「The Fox」に合わせて踊る「きつねダンス」を披露した。当初は大きな反響はなかったが、日本ハムの7選手が踊る球団公式YouTubeの動画が話題となり人気を博した。
2023年、本拠地及びファイターズ スポーツ＆エンターテイメントの本社がエスコンフィールドHOKKAIDOに移転した2023年からは雇用形態が変わり、ファイターズガールとしての活動に専念できる待遇支給の代わりに他の活動（他業、他団体所属、学業等）を制限する事実上の「プロ化」を実施。そうした中で現役大学生は休学するなどして残った22人が選出された。全国的な人気を受け、それまでは可能であったイベントや球団送付でのサイン依頼は禁止となるなど混雑緩和のために制限している。

### 東京における活動
球団が北海道に移転した2004年以降も、東京ドームで主催試合が年間8-12試合行われ、本拠地同様にチアとマスコットのファンサービスが行われている。2012年までは「東京ファイターズガール」（東京で独自に採用され東京ドームで活動していたメンバー）が活動を行っていたが、2013年以降は東京で採用せず、東京ドームの試合も北海道選出メンバーが活動を続けている。

## 活動内容の詳細
公式戦主催試合日の活動
- 試合開始前にオープニングダンスを披露する。
- どこかのイニング終了後に「The Fox」の楽曲に合わせて「きつねダンス」を披露する[24]。
- 4回裏終了後に「ジンギスカン」の楽曲に合わせて「ジンギスカンダンス」を披露する[注 1][25]。
- 5回裏終了後のグランド整備中に、ボールボーイやグラウンドキーパー[注 2] といっしょに、「YOUNG MAN (Y.M.C.A.)」の楽曲に合わせて「YMCAダンス」を披露する[注 3]。
- 7回表終了後に「鮭鮭鮭」楽曲に合わせて鮭の人形「しゃけまる」をファンと一緒に掲げダンスを披露する[注 4][26][27]。

公式戦主催試合日以外の活動
- スタジアムのツアーガイドやスタジアム内でのスタッフ業務活動[28]。
- 球団関連イベントや球団PR活動への出演参加、司会進行業務を担当する[28]。

道内各地を回る「ファイターズスポーツキャラバン」でマスコットとともに、全道の幼稚園・保育園を訪問し、ダンスを披露したりファンとの交流をする。
- テレビ・ラジオ・雑誌などの各種メディアに出演する[28]。
- ファイターズダンスアカデミーのインストラクター（OG、メンバー）で参加する[28][30]。

## オーディション
- 全メンバーが本名で表記される。
- 満18歳以上の女性、公式戦主催試合、スタジアムツアー、イベントの全活動に参加、定期レッスンに参加、北海道での活動が可能などが応募条件となっている[28]。
- メンバーは既存を含めて毎年オーディションが行われ、200 - 300名近くの応募者から一次審査（書類選考）が行われる[31]。一次審査を通過した応募者は、後日、午前の二次審査（振付審査）、午後の三次審査（自由演技、面接審査、他）を経て[31]。三次審査終了後に最終合格者（20-30名程度）が発表される[28][31]。

| 年   | 編成人数 | 合格者内訳 | 合格者内訳 | 応募総数 | 備考                                         | 出典          |
| 年   | 編成人数 | 継続       | 新規       | 応募総数 | 備考                                         | 出典          |
| 2004 | 24       |            |            |          |                                              |               |
| 2005 | 26       |            |            |          |                                              |               |
| 2006 |          |            |            |          |                                              |               |
| 2007 |          |            |            |          |                                              |               |
| 2008 | 32       |            |            |          | 東京から10名採用。                           | [ 32 ]        |
| 2009 | 30       | 19         | 11         | 113      |                                              | [ 33 ]        |
| 2010 | 20       | 12         | 8          |          | 東京から8名採用。                            |               |
| 2011 | 22       | 12         | 10         | 63       | 東京から8名採用。                            | [ 34 ]        |
| 2012 | 22       | 19+3       | 19+3       | 379      | 東京から8名採用。過去最多の応募総数。        | [ 35 ] [ 36 ] |
| 2013 | 23       | 9          | 14         | 255      |                                              | [ 37 ]        |
| 2014 | 27       | 12         | 15         | 250      |                                              | [ 38 ]        |
| 2015 | 34       | 14         | 20         | 205      | 過去最多の編成人数。                         | [ 39 ]        |
| 2016 | 20       | 8          | 12         |          |                                              | [ 40 ]        |
| 2017 | 26       | 13         | 13         | 185      |                                              | [ 41 ]        |
| 2018 | 26       | 16         | 10         | 190      |                                              | [ 42 ]        |
| 2019 | 27       | 17         | 10         | 156      |                                              | [ 43 ]        |
| 2020 | 23       | 15         | 7          | 143      |                                              | [ 44 ]        |
| 2021 | 21       | 18         | 3          | -        | 応募見送りアカデミーのみオーディション実施。 | [ 45 ]        |
| 2022 | 27       | 14         | 13         | 179      | 2年ぶりオーディション再開。                  | [ 18 ]        |
| 2023 | 22       | 15         | 7          | 318      |                                              | [ 46 ]        |
| 2024 | 24       | 12         | 12         | 291      |                                              | [ 47 ]        |
| 2025 | 22       | 15         | 7          | 258      |                                              | [ 48 ]        |

## メンバー

### 2025年
| 上野菜奈子（うえの ななこ）                            | 上村優菜（うえむら ゆうな）｛23-24年｝C  | 尾﨑真理子（おざき まりこ）              |
| 上山真奈（かみやま まな）｛23-24年｝                   | 工藤心優（くどう みゆう）｛24年｝        | 駒野稀子（こまの まこ）｛24年｝          |
| 鈴木志織（すずき しおり） ｛24年｝                     | 鈴木穂乃花（すずき ほのか）｛23-24年｝   | 高野実（たかの みのり）｛22-24年｝PL     |
| 高橋萌絵子（たかはし もえこ）※元ゴールデンエンジェルス | 竹市琴美（たけいち ことみ）｛23-24年｝SC | 千葉しずく（ちば しずく）｛24年｝        |
| 中桐衣麻（なかぎり えま）                              | 新井田愛理（にいだ あいり）｛24年｝      | 橋本莉々花（はしもと りりか）｛23-24年｝ |
| 原藤由衣（はらふじ ゆい）｛24年｝                      | 松井みなみ（まつい みなみ）              | 水落桜子（みずおち さくらこ）｛24年｝    |
| 水落桃子（みずおち ももこ）｛24年｝                    | 南橋りお（みなみはし りお）｛24年｝      | 宮崎莉緒（みやざき りお）※元bluelegends  |
| 山本蘭加（やまもと らんか）                            |                                          |                                          |

### 2024年
| 上村優菜（うえむら ゆうな）｛23年｝     | 大野未侑（おおの みゆ）｛22-23年｝SC  | 上山真奈（かみやま まな）｛23年｝                                              |
| 工藤心優（くどう みゆう）               | 駒野稀子（こまの まこ）※元Passion     | 塩澤美咲（しおざわ みさき）｛22-23年｝ ※後にアイドルユニット「AOAO」に加入。」 |
| 志堅原花音（しけんはら かのん）｛23年｝ | 鈴木志織（すずき しおり） ※元ハニーズ | 鈴木穂乃花（すずき ほのか）｛23年｝                                            |
| 高野実（たかの みのり）｛22-23年｝      | 竹市琴美（たけいち ことみ）｛23年｝SC | 田中杏奈（たなか あんな）｛19年・22-23年｝                                     |
| 田中心優（たなか しゆう）｛23年｝       | 千葉しずく（ちば しずく）             | 新井田愛理（にいだ あいり）                                                    |
| 西崎光（にしざき ひかる）｛18-23年｝C   | 橋本莉々花（はしもと りりか）｛23年｝ | 長谷川陽花（はせがわ はるか）                                                  |
| 初田美優（はつだ みゆう）               | 原藤由衣（はらふじ ゆい）             | 水落桜子（みずおち さくらこ）                                                  |
| 水落桃子（みずおち ももこ）             | 南橋りお（みなみはし りお）           | 山口瑠伽（やまぐち るか）                                                      |

### 2023年
| 上村優菜（うえむら ゆうな）          | 大西真帆（おおにし まほ）｛14年・22年｝ | 大野未侑（おおの みゆ）｛22年｝          |
| 上山真奈（かみやま まな）            | 工藤彩音（くどう あやね）｛22年｝       | 讃岐花笑（さぬき かえ）｛19-22年｝       |
| 塩澤美咲（しおざわ みさき）｛22年｝  | 志堅原花音（しけんはら かのん）         | 清水麻矢（しみず まや）｛19-22年｝       |
| 鈴木穂乃花（すずき ほのか）          | 高野実（たかの みのり）｛22年｝         | 滝谷美夢（たきや みゆ）｛18-22年｝       |
| 竹市琴美（たけいち ことみ）          | 田中杏奈（たなか あんな）｛19年・22年｝ | 田中心優（たなか しゆう）                |
| 田原悠希（たはら ゆうき）｛21-22年｝ | 辻菜穂子（つじ なほこ）｛19-22年｝C     | 西崎光（にしざき ひかる）｛18-22年｝     |
| 橋本莉々花（はしもと りりか）        | 日戸琴音（ひのと ことね）｛20-22年｝    | 山口伶奈（やまぐち れいな）｛19-22年｝SC |
| 吉田桃子（よしだ ももこ）｛19-22年｝ |                                         |                                          |

### 2022年
| 安達小春（あだち こはる）｛21年｝      | 阿部美海（あべ みう）                   | 伊東愛美（いとう まなみ）｛20-21年｝ |
| 大西真帆（おおにし まほ）｛14年｝      | 大野未侑（おおの みゆ）                 | 工藤彩音（くどう あやね）            |
| 桑原優香（くわはら ゆうか）｛20-21年｝ | 齋藤緋奈乃（さいとう ひなの）           | 讃岐花笑（さぬき かえ）｛19-21年｝   |
| 澤田せり（さわだ せり）                | 塩澤美咲（しおざわ みさき）             | 清水麻矢（しみず まや）｛19-21年｝   |
| 高野実（たかの みのり）                | 高橋周（たかはし あまね）               | 滝谷美夢（たきや みゆ）｛18-21年｝SC |
| 田中杏奈（たなか あんな）｛19年｝      | 田原悠希（たはら ゆうき）｛21年｝       | 辻菜穂子（つじ なほこ）｛19-21年｝SC |
| 津田ひとみ（つだ ひとみ）              | 中空百香（なかぞら ももか）             | 中田早耶（なかた さや）｛20-21年｝   |
| 西崎光（にしざき ひかる）｛18-21年｝   | 濱野亜里紗（はまの ありさ）｛18-21年｝C | 日戸琴音（ひのと ことね）｛20-21年｝ |
| 森由衣（もり ゆい）                    | 山口伶奈（やまぐち れいな）｛19-21年｝  | 吉田桃子（よしだ ももこ）｛19-21年｝ |

### 2021年
| 安達小春（あだち こはる）                       | 伊東愛美（いとう まなみ）｛20年｝      | 小笠原結衣（おがさわら ゆい）｛20年｝      |
| 梶浦ほのか（かじうら ほのか）｛15年・17-20年｝L | 桑原優香（くわはら ゆうか）｛20年｝    | 小玉悠乃（こだま ゆの）｛17年・20年｝      |
| 小林かりん（こばやしかりん）｛20年｝            | 小山ゆうき（こやま ゆうき）｛17-20年｝ | 讃岐花笑（さぬき かえ）｛19-20年｝         |
| 篠原璃音（しのはら りおん）                     | 清水麻矢（しみず まや）｛19-20年｝     | 高橋緋奈乃（たかはし ひなの）｛17-20年｝SL |
| 滝谷美夢（たきや みゆ）｛18-20年｝              | 田原悠希（たはら ゆうき）              | 辻菜穂子（つじ なほこ）｛19-20年｝         |
| 中田早耶（なかた さや）｛20年｝                 | 西崎光（にしざき ひかる）｛18-20年｝   | 濱野亜里紗（はまの ありさ）｛18-20年｝SL   |
| 日戸琴音（ひのと ことね）｛20年｝               | 山口伶奈（やまぐち れいな）｛19-20年｝ | 吉田桃子（よしだ ももこ）｛19-20年｝       |

### 2020年
| 伊東愛美（いとう まなみ）                | 小笠原結衣（おがさわら ゆい）          | 梶浦ほのか（かじうら ほのか）｛15年・17-19年｝ |
| 桑原優香（くわはら ゆうか）              | 小玉悠乃（こだま ゆの）｛17年｝        | 小林羽蘭（こばやし うらん）｛15-19年｝         |
| 小林かりん（こばやしかりん）             | 小山ゆうき（こやま ゆうき）｛17-19年｝ | 近藤朋華（こんどう ともか）｛17-19年｝         |
| 讃岐花笑（さぬき かえ）｛19年｝          | 清水麻矢（しみず まや）｛19年｝        | 瀬山桃花（せやま ももか）                      |
| 高橋緋奈乃（たかはし ひなの）｛17-19年｝ | 滝谷美夢（たきや みゆ）｛18-19年｝     | 辻菜穂子（つじ なほこ）｛19年｝                |
| 中田早耶（なかた さや）                  | 西崎光（にしざき ひかる）｛18-19年｝   | 畠山茉央（はたけやま まお）｛15-19年｝         |
| 濱野亜里紗（はまの ありさ）｛18-19年｝   | 日戸琴音（ひのと ことね）              | 三田部晏奈（みたべ あんな）｛17-19年｝         |
| 山口伶奈（やまぐち れいな）｛19年｝      | 吉田桃子（よしだ ももこ）｛19年｝      |                                                |

### 2019年
| 石澤美樹（いしざわ みき）｛03年・16-18年｝ | 梶浦ほのか（かじうら ほのか）｛15年・17-18年｝ | 工藤優奈（くどう ゆうな）                 |
| 小林羽蘭（こばやし うらん）｛15-18年｝L    | 小山ゆうき（こやま ゆうき）｛17-18年｝         | 近藤朋華（こんどう ともか）｛17-18年｝    |
| 讃岐花笑（さぬき かえ）                    | 清水麻矢（しみず まや）                        | 鈴木優花（すずき ゆみか） ※元BLUE LEGENDS |
| 高橋緋奈乃（たかはし ひなの）｛17-18年｝   | 滝谷美夢（たきや みゆ）｛18年｝                | 田中杏奈（たなか あんな）                 |
| 辻菜穂子（つじ なほこ）                    | 西崎光（にしざき ひかる）｛18年｝              | 野口遥花（のぐち はるか）｛18年｝         |
| 畠山茉央（はたけやま まお）｛15-18年｝L    | 濱野亜里紗（はまの ありさ）｛18年｝            | 松坂弦音（まつざか おと）                 |
| 三田部晏奈（みたべ あんな）｛17-18年｝     | 森彩香（もり あやか）｛18年｝                  | 安冨優菜（やすとみ ゆうな）｛16-18年｝    |
| 山口伶奈（やまぐち れいな）                | 吉田桃子（よしだ ももこ）                      | 若井知世（わかい ともよ）｛18年｝         |
| 渡邊姫琳（わたなべ きりん）｛14-18年｝     | 渡部穂乃香（わたなべ ほのか）｛17-18年｝       | 渡部真優（わたべ まゆ）                   |

### 2018年
| 石澤美樹（いしざわ みき）｛03年移転前メンバー・16-17年｝ | 大塚凪紗（おおつか なぎさ）              | 梶浦ほのか（かじうら ほのか）｛15年・17年｝ |
| 小玉智由実（こだま ちゆみ） ※元diana                     | 小林羽蘭（こばやし うらん）｛15-17年｝L  | 小山ゆうき（こやま ゆうき）｛17年｝         |
| 近藤朋華（こんどう ともか）｛17年｝                      | 佐藤里奈（さとう りな）｛17年｝          | 高橋緋奈乃（たかはし ひなの）｛17年｝       |
| 滝谷美夢（たきや みゆ）                                  | 田島萌笑（たじま もえみ）｛16-17年｝     | 西崎光（にしざき ひかる）                   |
| 野口遥花（のぐち はるか）                                | 畠山茉央（はたけやま まお）｛15-17年｝L  | 籏谷さくら（はたや さくら）                 |
| 濱野亜里紗（はまの ありさ）                              | 藤原明日美（ふじわら あすみ）｛15-17年｝ | 三田部晏奈（みたべ あんな）｛17年｝         |
| 森彩香（もり あやか）                                    | 安冨優菜（やすとみ ゆうな）｛16-17年｝   | 山根朱里（やまね あかり）｛17年｝           |
| 山室萌々花（やまむろ ももか）                            | 若井知世（わかい ともよ） ※元ヴィーナス  | 渡邊姫琳（わたなべ きりん）｛14-17年｝      |
| 渡辺菜月（わたなべ なつき）｛16-17年｝                   | 渡部穂乃香（わたなべ ほのか）｛17年｝    |                                             |

### 2017年
| 安念莉紗子（あんねん りさこ）｛14-16年｝ | 池田真実（いけだ まみ）｛16年｝             | 石澤美樹（いしざわ みき）｛03年移転前メンバー・16年｝ |
| 太田莉乃（おおた りの）                  | 梶浦ほのか（かじうら ほのか）｛15年｝       | 小玉悠乃（こだま ゆの）                               |
| 小林羽蘭（こばやし うらん）｛15-16年｝   | 小山ゆうき（こやま ゆうき）                 | 近藤朋華（こんどう ともか）                           |
| 佐藤里奈（さとう りな）                  | 庄内沙希（しょうない さき）                 | 鈴木栞（すずき しおり）｛16年｝                       |
| 高野梓（たかの あずさ）｛16年｝          | 高橋緋奈乃（たかはし ひなの）               | 竹内榛菜（たけうち はるな） ※元コンサドールズ         |
| 田島萌笑（たじま もえみ）｛16年｝        | 谷口詩識（たにぐち しおり）｛15-16年｝      | 畠山茉央（はたけやま まお）｛15-16年｝                |
| 藤原明日美（ふじわら あすみ）｛15-16年｝ | 三田部晏奈（みたべ あんな） ※元BLUE LEGENDS | 安冨優菜（やすとみ ゆうな）｛16年｝                   |
| 山根朱里（やまね あかり）                | 渡邊姫琳（わたなべ きりん）｛14-16年｝      | 渡辺菜月（わたなべ なつき）｛16年｝                   |
| 渡部穂乃香（わたなべ ほのか）            |                                             |                                                       |

### 2016年
| 青山麻由（あおやま まゆ）             | 安念莉紗子（あんねん りさこ）｛14-15年｝ | 五十嵐有貴（いがらし あき）｛12-15年｝          |
| 五十嵐かおり（いがらし かおり）       | 池田真実（いけだ まみ）                  | 石澤美樹（いしざわ みき）｛03年移転前メンバー｝ |
| 木下真菜（きのした まな）             | 小林羽蘭（こばやし うらん）｛15年｝      | 島田朋華（しまだ ともか）｛15年｝               |
| 鈴木栞（すずき しおり） ※元diana      | 高野梓（たかの あずさ）                  | 田島萌笑（たじま もえみ）                       |
| 谷口詩識（たにぐち しおり） ｛15年｝  | 長谷川奈美（はせがわ なみ）              | 畠山茉央（はたけやま まお）｛15年｝             |
| 藤原明日美（ふじわら あすみ）｛15年｝ | 松田佳月（まつだ かづき）｛15年｝        | 武藤彩芽（むとう あやめ）｛15年｝               |
| 安冨優菜（やすとみ ゆうな）           | 山崎れま（やまざき れま）                | 渡邊姫琳（わたなべ きりん）｛14-15年｝          |
| 渡辺菜月（わたなべ なつき）           |                                          |                                                 |

### 2015年
| 五十嵐有貴（いがらし あき）｛12-14年｝                  | 樫野和音（かしの わおん）｛12-14年｝  | 菊池綾（きくち あや）｛12-14年｝            |
| 菅又千夏（すがまた ちなつ）｛12-14年｝                  | 浜野佑香（はまの ゆうか）｛13-14年｝  | 安達文香（あだち あやか）｛14年｝           |
| 安念莉紗子（あんねん りさこ）｛14年｝                   | 石川麻里子（いしかわ まりこ）｛14年｝ | 菊地愛佳（きくち まゆか）｛14年｝           |
| 合田文（ごうだ あや）｛14年｝                           | 田中桃子（たなか ももこ）｛14年｝     | 永田かれん（ながた かれん）｛14年｝         |
| 柳沢京香（やなぎさわ きょうか）｛14年｝                 | 渡邊姫琳（わたなべ きりん）｛14年｝   | 岩間ゆりえ（いわま ゆりえ）                 |
| 大関凪（おおぜき なぎ）※元 iDOL Street                  | 大塚れん（おおつか れん）             | 小野茉莉代（おの まりよ） ※元チアドラゴンズ |
| 香川汀（かがわ てい）                                   | 梶浦ほのか（かじうら ほのか）         | 加藤穂奈美（かとう ほなみ）                 |
| 小林羽蘭（こばやし うらん）                             | 佐藤梨乃（さとう りの）               | 島田朋華（しまだ ともか）                   |
| 田川未空（たがわ みく） ※2016年札幌モーターショーガール | 田口湧里（たぐち ゆり）               | 谷口詩識（たにぐち しおり）                 |
| 長田梨沙（ながた りさ）                                 | 畠山茉央（はたけやま まお）           | 藤原明日美（ふじわら あすみ）               |
| 本間美帆（ほんま みほ）                                 | 松井悠希妃（まつい ゆきひ）           | 松田佳月（まつだ かづき） ※元diana          |
| 武藤彩芽（むとう あやめ）                               |                                       |                                             |

### 2014年
| 菊池綾（きくち あや）｛12-13年｝L        | 五十嵐有貴（いがらし あき）｛12-13年｝ | 樫野和音（かしの わおん）｛12-13年｝     |
| 菅又千夏（すがまた ちなつ）｛12-13年｝   | 高橋真央（たかはし まお）｛12-13年｝   | 松下未朱希（まつした みずき）｛12-13年｝ |
| 工藤れいみ（くどう れいみ）｛13年｝      | 小林虹子（こばやし にこ）｛13年｝      | 杉山日菜子（すぎやま ひなこ）｛13年｝    |
| 浜野佑香（はまの ゆうか）｛13年｝        | 安達文香（あだち あやか）              | 安達めぐみ（あだち めぐみ）              |
| 安念莉紗子（あんねん りさこ）            | 石川麻里子（いしかわ まりこ）          | 岩本智尋（いわもと ちひろ）              |
| 大西真帆（おおにし まほ）※元フルーティー | 小川千尋（おがわ ちひろ）              | 折戸科美（おりと しなみ）                |
| 菊地愛佳（きくち まゆか）                | 合田文（ごうだ あや）                  | 小林沙由羅（こばやし さゆら）            |
| 田中桃子（たなか ももこ）                | 永田かれん（ながた かれん）            | 原由奈（はら ゆきな）                    |
| 望月華奈子（もちづき かなこ）            | 柳沢京香（やなぎさわ きょうか）        | 渡邊姫琳（わたなべ きりん）              |

### 2013年
| 尾暮沙織（おぐれ さおり）｛08-12年｝ | 神代明子（かみしろ あきこ）｛10-12年｝ | 五十嵐有貴（いがらし あき）｛12年｝ |
| 樫野和音（かしの わおん）｛12年｝    | 菊池綾（きくち あや）｛12年｝          | 菅又千夏（すがまた ちなつ）｛12年｝ |
| 高橋真央（たかはし まお）｛12年｝    | 松下未朱希（まつした みずき）｛12年｝  | 山口唯（やまぐち ゆい）｛12年｝     |
| 小野愛里沙（おの ありさ）｛11年｝    | 阿部怜菜（あべ れいな）                | 磯谷朱里（いそや しゅり）           |
| 上坂千尋（うえさか ちひろ）          | 太田友梨佳（おおた ゆりか）            | 覚張紗歩（かくばり さほ）           |
| 工藤れいみ（くどう れいみ）          | 小林虹子（こばやし にこ）              | 杉山日菜子（すぎやま ひなこ）       |
| 高久はるな（たかく はるな）          | 高橋香帆（たかはし かほ）              | 津崎蓮（つざき れん）               |
| 浜野佑香（はまの ゆうか）            |                                        |                                     |

### 2012年
| 尾暮沙織（おぐれ さおり）｛08-11年｝ | 野間えりか（のま えりか）｛09-11年｝ | 神代明子（かみしろ あきこ）｛10-11年｝ |
| 中川美弥（なかがわ みや）｛10-11年｝ | 中川芽衣（なかがわ めい）｛10-11年｝ | 五十嵐有貴（いがらし あき）            |
| 鵜飼智彩（うがい ちさ）              | 逢坂由委子（あいさか ゆいこ）        | 樫野和音（かしの わおん）              |
| 菊池綾（きくち あや）                | 河野アイミスティカ（こうの）         | 小杉田望実（こすぎだ のぞみ）          |
| 菅又千夏（すがまた ちなつ）          | 高橋朝海（たかはし あさみ）          | 高橋真央（たかはし まお）              |
| 高間綾（たかま あや）                | 竹島明里沙（たけしま ありさ）        | 千葉江里奈（ちば えりな）              |
| 松下未朱希（まつした みずき）        | 山口唯（やまぐち ゆい）              | 内海麻里（うちうみ まり）              |
| 的場陽子（まとば ようこ）            | 恵麻（えま）{11年} T                 | 理紗子（りさこ）{11年} T               |
| 中尾葉（なかお よう） T              | 馬渕彩（まぶち あや） T              | 大岡未來（おおおか みく） T            |
| 堀高エミリ（ほりたか えみり） T      | （みさほ） T                         | （みほ） T                             |
| （らぎ） T                           |                                      |                                        |

合計22+9名

### 2011年
| 川上ちひろ（かわかみ ちひろ）｛06-10年｝L | 田村優佳（たむら ゆか）｛08-10年｝SL     | 野間えりか（のま えりか）｛09-10年｝SL |
| 尾暮沙織（おぐれ さおり）｛08-10年｝      | 高橋亜紀菜（たかはし あきな）｛08-10年｝ | 越田紗小梨（こしだ さおり）｛09-10年｝ |
| 花野みずき（はなの みずき）｛09-10年｝    | 松岡亜季（まつおか あき）｛09-10年｝     | 神代明子（かみしろ あきこ）｛10年｝    |
| 正保みなみ（しょうぼ みなみ）｛10年｝     | 中川美弥（なかがわ みや）｛10年｝        | 中川芽衣（なかがわ めい）｛10年｝      |
| 阿部亜美（あべ あみ）                     | 伊藤香織（いとう かおり）                | 伊藤尚美（いとう なおみ）              |
| 漆崎楓果（うるしざき ふうか）             | 小野愛里沙（おの ありさ）                | 越田莉彩子（こしだ りさこ）            |
| 高橋愛依（たかはし あい）                 | 田中由依（たなか ゆい）                  | 花田萌子（はなだ もえこ）              |
| 真保美里香（まほ みりか）                 | 寺館ひかる（てらだて ひかる） T          | 理紗子（りさこ） T                     |
| 久美（くみ） T                            | 朋果（ともか） T                         | 葵（あおい） T                         |
| 恵麻（えま） T                            | 真理（まり） T                           | 理恵（りえ） T                         |

合計22+8名

### 2010年
| 川上ちひろ（かわかみ ちひろ）｛06-09年｝ | 大西沙季（おおにし さき）｛08-09年｝     | 尾暮沙織（おぐれ さおり）｛08-09年｝ |
| 越智春菜（おち はるな）｛08-09年｝       | 高橋亜紀菜（たかはし あきな）｛08-09年｝ | 田村優佳（たむら ゆか）｛08-09年｝   |
| 江口亜弓（えぐち あゆみ）｛09年｝        | 越田紗小梨（こしだ さおり）｛09年｝      | 野間えりか（のま えりか）｛09年｝    |
| 花野みずき（はなの みずき）｛09年｝      | 藤村美佳（ふじむら みか）｛09年｝        | 松岡亜季（まつおか あき）｛09年｝    |
| 横山夕子（よこやま ゆうこ）｛09年｝      | 葛西友美（かさい ゆみ）                  | 神代明子（かみしろ あきこ）          |
| 斎藤依織（さいとう いおり）              | 正保みなみ（しょうぼ みなみ）            | 中岡実優（なかおか みゆ）            |
| 中川麻衣（なかがわ まい）                | 中川美弥（なかがわ みや）                | 中川芽衣（なかがわ めい）            |

合計20+8名

### 2009年
| 梅山美沙（うめやま みさ）｛05-08年｝  | 川上ちひろ（かわかみ ちひろ）｛06-08年｝ | 後藤香織（ごとう かおり）｛07-08年｝  |
| 大西沙季（おおにし さき）｛08年｝     | 尾暮沙織（おぐれ さおり）｛08年｝        | 越智春菜（おち はるな）｛08年｝       |
| 高橋亜紀菜（たかはし あきな）｛08年｝ | 田村優佳（たむら ゆか）｛08年｝          | 宮本沙也加（みやもと さやか）｛08年｝ |
| 伊藤夢実（いとう ゆみ）               | 江口亜弓（えぐち あゆみ）                | 海藤愛沙（かいとう あずさ）           |
| 菊池春華（きくち はるか）             | 久保瞳（くぼ ひとみ）                    | 越田紗小梨（こしだ さおり）           |
| 中野華菜（なかの かな）               | 野間えりか（のま えりか）                | 花野みずき（はなの みずき）           |
| 平松由梨（ひらまつ ゆり）             | 藤村美佳（ふじむら みか）                | 二又かなみ（ふたまた かなみ）         |
| 堀越早知（ほりこし さち）             | 松岡亜季（まつおか あき）                | 横山夕子（よこやま ゆうこ）           |
| 園田ひと美（そのだ ひとみ） T         | 坂野麻里奈（さかのまりな）               | 梅垣由美子（うめがきゆみこ）T         |

合計30名（継続19名） 

### 2008年
| 大日向あゆみ（おおひなた あゆみ）｛04-07年｝ | 菊池奈々葉（きくち ななよ）｛04-07年｝   | 梅山美沙（うめやま みさ）｛05-07年｝ |
| 五十嵐有貴（いがらし ゆき）｛06-07年｝       | 川上ちひろ（かわかみ ちひろ）｛06-07年｝ | 飯島寛子（いいじま ひろこ）｛07年｝  |
| 小栗静佳（おぐり しずか）｛07年｝            | 後藤香織（ごとう かおり）｛07年｝        | 大西沙季（おおにし さき）            |
| 尾暮沙織（おぐれ さおり）                    | 越智春菜（おち はるな）                  | 高橋亜紀菜（たかはし あきな）        |
| 田村優佳（たむら ゆか）                      | 浪内涼子（なみうち りょうこ）            | 細谷みゆき（ほそや みゆき）          |
| 宮本沙也加（みやもと さやか）                | 澁谷祥子（しぶたに しょうこ） T          | 比美野めいび（ひびの めいび） T      |
| 干場綾子（ほしばあやこ） T                   | 坂野麻里奈（さかのまりな）               | 梅垣由美子（うめがきゆみこ）T        |

合計32+10名

### 2007年
| 大日向あゆみ（おおひなた あゆみ）｛04-06年｝ | 菊池奈々葉（きくち ななよ）｛04-06年｝ | 梅山美沙（うめやま みさ）｛05-06年｝ |
| 五十嵐有貴（いがらし ゆき）｛06年｝          | 川上ちひろ（かわかみ ちひろ）｛06年｝  | 小坂こずえ（こさか こずえ）｛06年｝  |
| ブライアンナ｛06年｝                         | 飯島寛子（いいじま ひろこ）            | 小栗静香（おぐり しずか）            |
| 後藤香織（ごとう かおり） ※2007ミス旭川      |                                        |                                      |

### 2006年
| 大日向あゆみ（おおひなた あゆみ）｛04-05年｝ | 菊池奈々葉（きくち ななよ）｛04-05年｝ | 梅山美沙（うめやま みさ）｛05年｝     |
| 五十嵐有貴（いがらし ゆき）                  | 川上ちひろ（かわかみ ちひろ）          | 小坂こずえ（こさか こずえ）           |
| 南伶奈（みなみ れいな）                      | ブライアンナ                           | 坂井朋子（さかい ともこ）｛03-05年｝T |
| 野沢沙耶（のざわ さや） T                    |                                        |                                       |

### 2005年
| 大日向あゆみ（おおひなた あゆみ）｛04年｝ | 菊池奈々葉（きくち ななよ）｛04年｝ | 梅山美沙（うめやま みさ）            |
| 坂井朋子（さかい ともこ）｛03-04年｝T     | 近藤永梨（こんどう えり）{03-05年｝ | 前田あかね（まえだ あかね）{03ｰ05年} |

合計26名

### 2004年
| 大日向あゆみ（おおひなた あゆみ）  | 菊池奈々葉（きくち ななよ）         | 邑田みさき（むらた みさき）          |
| 坂井朋子（さかい ともこ）｛03年｝T | 近藤永梨（こんどう えり）{03-05年｝ | 前田あかね（まえだ あかね）{03ｰ05年} |

合計24名

### 2003年
| 近藤 永梨（こんどう えり）｛03ｰ05年｝ | 前田あかね（まえだ あかね）{03ｰ05年} |
| 坂井朋子（さかい ともこ） T           |                                      |

L:リーダー、SL:サブリーダー、T:東京採用組、2015年から2017年まではリーダー制を廃止した。
C:キャプテン、SC:サブキャプテン（2022年に名称変更）
PL:パフォーマンスリーダー（2025年に新設）

## スタッフ
- ディレクター：尾暮沙織（ファイターズ スポーツ＆エンターテイメント）
- インストラクター：田村優佳
- コレオグラファー：松田佳月
- スタッフ：濱野亜里紗（ファイターズ スポーツ＆エンターテイメント）

他にサポートとして小山ゆうき、田原悠希らOGも加わる

## 他球団・プロスポーツとの交流
球団チア交流
- チームヴィーナス（2010年、札幌ドーム）
- チアドラゴンズ（2011年、札幌ドーム）
- M☆Splash!!（2015年、QVCマリンフィールドと東京ドーム）[51]
- 東北楽天ゴールデンエンジェルス（2016年、札幌ドーム）
- タイガースガールズ (2023年、エスコンフィールドHOKKAIDO)

プロスポーツチア交流
- 同じ札幌ドームを本拠地としていた北海道コンサドーレ札幌のチアリーディングチーム「コンサドールズ」と交流が深い。
- 2015年にNHK札幌放送局主催の「We love Dance オドッチャオ!」に、「ファイターズガール・コンサドールズ・パシスタスピリッツ・きた☆キッズ」の4団体と共同で参加していた[52]。
- 2017年2月10-11日に北海道立総合体育センターで行われた「バスケットボール男子日本代表国際強化試合2017」で、第1戦の2月10日にレバンガ北海道のチアチーム「パシスタスピリッツ」と共演した[53]。
- 現在もコンサドールズ、パシスタスピリッツとのコラボデーを毎年秋にレバンガ北海道の試合で開催している。

## メディア出演
テレビ
- 第73回NHK紅白歌合戦（2022年12月31日、NHK総合・ラジオ第1）[54]

ラジオ
- すっぴん☆ファイターズガール（2016年5月 - 2019年10月、RADIO TxT FMドラマシティ / 株式会社BIPSC）

毎週金曜日午前11時から1時間生放送していたが、2019年10月に終了した。MCは奥かおる。

## 特記事項
- 町永一美はファイターズガールの生みの親で、ファイターズガールの振付や育成など全てを手掛けた[3][9]。
- 2000年頃のファイティーガールズのダンスナンバーに「輝け！未来へ ～HIT&RUN～」（ファイターズオフィシャル応援歌）があった。
- 2012年度は新たな試みとして、ファンによるメンバー人気投票制度を開始した。一定期間内の上位3名はピンクのコスチューム、それ以外のメンバーはブルーのコスチュームでパフォーマンスを披露している。
- 札幌ドーム本拠地の2014年から2022年まで一塁と三塁の内野客席に応援ステージがあり、公認応援団である「札幌闘将会」とともに観客への応援先導を行っていた。2023年以降の本拠地エスコンフィールドHOKKAIDOに移転後は応援ステージを設けていない。
- 2022年から2023年の年末年始にかけては本来なら休業期間であるが全国的な人気を受け、NHK紅白歌合戦をはじめとする各種番組への出演が相次ぎ、メンバーも定例のオーディション（新人7人+既存7人）選出メンバーの他、オーディション免除の既存シードメンバー8人と分かれて選出され、既存メンバーを中心に番組やイベントに出演した。
- ファイターズガールのメンバー1人がホームランを打った選手にマスコット人形を手渡していた。

メンバー
- ブライアンナ（2006-2007年在籍）- 当時ファイターズ監督であったトレイ・ヒルマンの娘である。
- 藤原明日美（2015-2018年在籍）- 2016年シーズンでCS「GAORA」でレポーターを務めた[56]。
- 武藤彩芽（2015-2016年在籍）- その後モデル活動を経て、2020年4月から2022年3月までウェザーニュースLiVEの気象キャスターをしていた[57]。
- 小玉智由実（2018年在籍）- 小玉悠乃（2017年・2020-2021年在籍）の実姉であり[58]、智由実は札幌でファッションモデルと日本気象協会北海道支部の気象キャスターを務める[59]。
- 石澤美樹（2003年、2016-2019年在籍）- 2003年の移転前札幌ドーム限定メンバーだった。2016年から2019年まではNPBチア最年長メンバー（43歳）と最年少メンバー（16歳）が併存していたが、2019年シーズンをもって最年長の石澤美樹は引退した。
- 大西真帆（2014年、2022-2023年在籍）- 2014年以来の2022年メンバーとなり8年ぶりに復帰した[18]。石澤美樹の13年に次ぐブランクの長さである。
- 西崎光（2018年-2024年在籍）- 2023年まで歴代在籍最長記録は6年だったが、2024年で西崎が7年目に突入し歴代最長記録となった[60]。
- 水落桜子、水落桃子（2024年- ）- 2024年には初めて双子の姉妹がメンバーに加入。今までにも姉妹（小玉智由実・悠乃）が選抜されたことはあったが同時期ではなく、双子および同時期に姉妹がメンバーに選ばれたのは史上初となる[61]。
- 宮崎莉緒（2025年- ）- 埼玉西武ライオンズのチアである「bluelegends」に2年間在籍したのち、ミス・ユニバース・ジャパン2023に選出。実兄は札幌テレビ放送アナウンサーの宮崎愛瑠。